# Туле (пустеля, Невада)
Туле(англ. Tule Desert, Nevada) — пустеля на південному сході штату Невада, США. Розташована в окрузі Лінкольн біля кордону зі штатом Юта.